# 欧州ネットワーク・情報セキュリティ機関
欧州ネットワーク・情報セキュリティ機関（おうしゅうネットワークじょうほうセキュリティきかん、英語：European Network and Information Security Agency、略称：ENISA）は、欧州連合の専門機関の一つ。欧州ネットワーク・情報セキュリティ機関は「EU規則 第460/2004」に基づき2004年に設立され、2005年9月1日に完全稼働する。本部はギリシャ共和国にあるクレタ島のイラクリオンに所在する。欧州ネットワーク・情報セキュリティ機関は汎ヨーロッパとして最初となるコンピュータセキュリティ演習である「サイバー・ヨーロッパ2010」を支援している。
日本語訳には他に欧州ネットワーク情報安全機関がある。

## 目的
欧州ネットワーク・情報セキュリティ機関の目的は、欧州連合内におけるネットワークと情報セキュリティを改善することにある。機関は欧州連合の市民、消費者、企業および公共分野組織の為にネットワークと情報セキュリティ文化の発展に関与することによって、欧州連合内の市場機能を円滑に機能させる事に貢献する。
欧州ネットワーク・情報セキュリティ機関は現在および将来のEU法を含め、ネットワークおよび情報セキュリティの必須要件を満たす為、委員会、加盟国、その結果として経済界を援助する。欧州ネットワーク・情報セキュリティ機関は最終的に加盟国と欧州連合の各機関がネットワークおよび情報セキュリティに関連した問題について専門的知識の助言を求めるセンターとして運用されるよう務める。

## 組織
欧州ネットワーク・情報セキュリティ機関は長官によって管理され、その傘下におかれる職員については情報通信技術業界や消費者団体および学識経験者などの利害関係者を代表する専門家で構成し運営されている。機関は管理員会によって監督され、欧州連合加盟国、欧州委員会やその他の利害関係者から排出された代表から成っている。また、常設関係者部会が設立され長官を補佐する。
機関は2005年から2009年までの間、3,200万ユーロの年間予算が与えられていた。ヘルムブレヒト長官下において800万ユーロの年間予算が配分され2012年まで延長される。機関は約55人の職員を要し、「ENISA II」規則において更に専門家を機関に集約する計画があるも、新組織についての決定は未だ決められていない。ネリー・クルース担当委員により、2010年5月19日に欧州委員会は機関の強化を表明する。この声明により機関のための新規則の提案が2010年までに提示される事になる。

## 歴代長官
| 期間                | 氏名                                  | 備考                                                     |
| ------------------- | ------------------------------------- | -------------------------------------------------------- |
| 2004年 - 2009年10月 | アンドレア・ピロッティ Andrea Pirotti | イタリア人、元マルコーニ・コミュニケーションズ社の副社長 |
| 2009年10月 -        | ウド・ヘルムブレヒト Udo Helmbrecht   | ドイツ人、元連邦情報技術保安局の長官                     |